# Sollevamento pesi ai Giochi della XXXIII Olimpiade - 89 kg maschile
La gara di sollevamento pesi della categoria fino a 89 kg maschile dei Giochi della XXXIII Olimpiade di Parigi si è svolta il 9 agosto 2024 presso il Paris Expo Porte de Versailles. La competizione è stata vinta dal bulgaro Karlos Nasar, mentre l'argento e il bronzo sono andati rispettivamente al colombiano Yeison López e all'italiano Antonino Pizzolato.

## Risultati
| Pos. | Atleta              | Nazionalità   | Strappo (kg) | Strappo (kg) | Strappo (kg) | Strappo (kg) | Slancio (kg) | Slancio (kg) | Slancio (kg) | Slancio (kg) | Totale |
| Pos. | Atleta              | Nazionalità   | 1            | 2            | 3            | Risultato    | 1            | 2            | 3            | Risultato    | Totale |
| ---- | ------------------- | ------------- | ------------ | ------------ | ------------ | ------------ | ------------ | ------------ | ------------ | ------------ | ------ |
|      | Karlos Nasar        | Bulgaria      | 173          | 177          | 180          | 180          | 213          | 224          | —            | 224          | 404    |
|      | Yeison López        | Colombia      | 175          | 180          | 180          | 180          | 205          | 205          | 210          | 210          | 390    |
|      | Antonino Pizzolato  | Italia        | 172          | 172          | 176          | 172          | 212          | 212          | 212          | 212          | 384    |
| 4    | Marin Robu          | Moldavia      | 170          | 175          | —            | 175          | 200          | 208          | 212          | 208          | 383    |
| 5    | Mirmostafa Javadi   | Iran          | 164          | 168          | 171          | 168          | 204          | 217          | 217          | 204          | 372    |
| 6    | Yu Dong-ju          | Corea del Sud | 163          | 163          | 168          | 168          | 203          | 211          | 217          | 203          | 371    |
| 7    | Andranik Karapetyan | Armenia       | 170          | 175          | 177          | 170          | 200          | 210          | 215          | 200          | 370    |
| 8    | Keydomar Vallenilla | Venezuela     | 157          | 162          | 165          | 162          | 190          | 196          | 200          | 196          | 358    |
| 9    | Romain Imadouchène  | Francia       | 155          | 155          | 161          | 155          | 195          | 196          | 204          | 196          | 351    |
| 10   | Kyle Bruce          | Australia     | 143          | 148          | 148          | 148          | 182          | 182          | 188          | 182          | 330    |
| —    | Karim Abokahla      | Egitto        | 165          | 170          | 170          | 165          | —            | —            | —            | —            | —      |
| —    | Boady Santavy       | Canada        | 158          | 163          | 166          | 163          | 186          | 187          | 188          | —            | —      |